# King’s Cup (Fußball) 2022
Der King’s Cup 2022 (thailändisch คิงส์คัพ 2022) war die 48. Austragung eines Fußballwettbewerbs in Thailand. Ausgetragen und organisiert wurde der Wettbewerb vom thailändischen Fußballverband.

## Teilnehmende Mannschaften
| Mannschaft          | Nationaler Verband                       | Regionaler Verband | Kontinentalverband | FIFA-Weltrangliste |
| ------------------- | ---------------------------------------- | ------------------ | ------------------ | ------------------ |
| Thailand            | Football Association of Thailand         | AFF                | AFC                | 111. Platz         |
| Trinidad und Tobago | Trinidad and Tobago Football Association | CFU                | CONCACAF           | 101. Platz         |
| Tadschikistan       | Tajikistan Football Federation           | CAFA               | AFC                | 109. Platz         |
| Malaysia            | Football Association of Malaysia         | AFF                | AFC                | 148. Platz         |

## Modus
Sollte es nach der regulären Spielzeit unentschieden stehen, wird die Entscheidung im Elfmeterschießen herbeigeführt. Es gibt keine Verlängerung. Es können fünf Spieler ausgetauscht werden.

## Austragungsort
Alle Spiele fanden in Chiangmai im 25.000 Zuschauer fassenden 700th Anniversary Stadium statt.

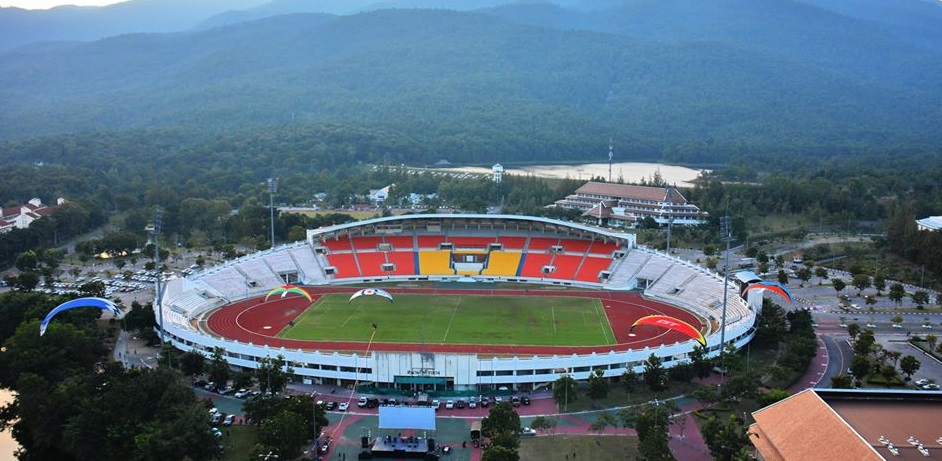
700th Anniversary Stadium

## Spiele

### Übersicht
|  | Halbfinale                      | Halbfinale                      | Halbfinale                      |   |               | Finale                          | Finale                          | Finale                          |
|  |                                 |                                 |                                 |   |               |                                 |                                 |                                 |
|  | 22. September 2022 um 17:30 Uhr |                                 |                                 |   |               |                                 |                                 |                                 |
|  | 1                               | Trinidad und Tobago             | 1                               |   |               |                                 |                                 |                                 |
|  | 2                               | Tadschikistan                   | 2                               |   |               | 25. September 2022 um 20:30 Uhr | 25. September 2022 um 20:30 Uhr | 25. September 2022 um 20:30 Uhr |
|  |                                 |                                 |                                 | 2 | Tadschikistan | 0 (3)                           |                                 |                                 |
|  | 22. September 2022 um 20:30 Uhr | 22. September 2022 um 20:30 Uhr | 22. September 2022 um 20:30 Uhr |   | 4             | Malaysia                        | 0 (0)                           |                                 |
|  | 3                               | Thailand                        | 1 (3)                           |   |               |                                 |                                 |                                 |
|  | 4                               | Malaysia                        | 1 (5)                           |   |               | Spiel um Platz 3                | Spiel um Platz 3                | Spiel um Platz 3                |
|  |                                 |                                 |                                 |   |               | 1                               | Trinidad und Tobago             | 1                               |
|  | 3                               | Thailand                        | 2                               |   |               |                                 |                                 |                                 |
|  |                                 |                                 |                                 |   |               | 25. September 202 um 17:30 Uhr  |                                 |                                 |

### Halbfinale
| Datum                           |                     | Ergebnis        |               |
| ------------------------------- | ------------------- | --------------- | ------------- |
| 22. September 2022 um 17:30 Uhr | Trinidad und Tobago | 1:2             | Tadschikistan |
| 22. September 2022 um 20:30 Uhr | Thailand            | 1:1 (3:5 i. E.) | Malaysia      |

### Spiel um Platz 3
| Datum                           |                     | Ergebnis |          |
| ------------------------------- | ------------------- | -------- | -------- |
| 25. September 2022 um 17:30 Uhr | Trinidad und Tobago | 1:2      | Thailand |

### Finale
| Datum                           |               | Ergebnis        |          |
| ------------------------------- | ------------- | --------------- | -------- |
| 25. September 2022 um 20:30 Uhr | Tadschikistan | 0:0 (3:0 i. E.) | Malaysia |

## Platzierung
| Platz    | Mannschaft          |
| -------- | ------------------- |
| 1. Platz | Tadschikistan       |
| 2. Platz | Malaysia            |
| 3. Platz | Thailand            |
| 4. Platz | Trinidad und Tobago |